# Théâtre Lifeline
Le Théâtre Lifeline (Lifeline Theatre en anglais) est une compagnie théâtrale fondée en 1983 à Chicago, aux États-Unis, par cinq diplômés de l'Université Northwestern : Meryl Friedman, Suzanne Plunkett, Kathee Sills, Sandy Snyder Pietz et Steve Totland.
La compagnie a emménagé en 1986 dans ses locaux permanents à Rogers Park, une ancienne sous-station électrique de Commonwealth Edison. L'installation comprend un théâtre de 99 places, des espaces de répétition et de bureau, un atelier de scène et un entrepôt de costumes, d'accessoires et de décors.
Le Lifeline Theatre a reçu de nombreux prix et nominations pour sa programmation destinée aux adultes et aux enfants. Depuis 1986, les membres de Lifeline ont notamment reçu 52 prix Joseph Jefferson. L'AATE (American Alliance for Theater and Education) a décerné à Lifeline le prix Sara Spencer Artistic Achievement Award 2003 pour ses réussites durables dans le domaine du théâtre pour le jeune public,.